# 想い出にさよなら
「想い出にさよなら」（おもいでにさよなら、I Just Fall in Love Again）は、1977年のカーペンターズの曲。

## 概要
ラリー・ハーブストリットが共同制作者のスティーヴ・ドーフ、ハリー・ロイド、グロリア・スクレロフと作曲した楽曲。
ハーブストリットがコーラスのメロディーとコード、および詩のコード進行を作曲し、友人のスティーブ・ドーフに手渡した。そして、ハリー・ロイドとグロリア・スクレロフが歌詞を書いた。 
この曲は元々、カーペンターズによって演奏されていたが、後にダスティ・スプリングフィールドによってカバーされた。

## カーペンターズバージョン
カーペンターズのバージョンは、1977年のアルバム『Passage』に収録された。
カーペンターズの公式ウェブサイトによれば、リチャード・カーペンターは、この歌が妹カレンの声にぴったりだと感じ、自分たちのバージョンにはヒットへの可能性があると感じたと述べている。
しかし、所属レーベルであるA&Mレコードは、トップ40のラジオ局がその時間（4分強）で再生するには長すぎてカットできないため、リリースしないことに決定した。
2004年になって、リチャード・カーペンターは、リミックスした「I Just Fall in Love Again」をカーペンターズの2枚組コンピレーション、『Gold: 35th Anniversary Edition』に追加させた。

### 演奏者
- カレン・カーペンター – リードボーカル
- リチャード・カーペンター – キーボード
- ジョー・オズボーン – バスギター
- トニー・ペルーソ - エレクトリック・ギター
- ロン・タット – ドラムス
- アール・ダムラー - オーボエ
- グレッグ・スミス - バックコーラス

## ダスティ・スプリングフィールドによるカバー
1978年夏に収録され、1979年初めに彼女のレコードレーベル、ユナイテッド・アーティスツ・レコードから、アルバム『Living Without Your Love』でリリースされた。
しかし、その後シングルとしてリリースされることはなく、アルバムのプロモーションでのみ使用された。

## アン・マレーによるカバー
カナダのカントリーシンガー、アン・マレーは 、お気に入りの女性歌手であるダスティ・スプリングフィールドによって歌われた「I Just Fall in Love Again」を聞いたときに触発され、彼女は新しい気持ちで自分のバージョンのカバー曲を収録することを決め、1979年初頭に『New Kind of Feeling』でリリース。プラチナ・ディスクとなった。
その後、マレーはシングルバージョンもリリースし、 ビルボードのカントリーとアダルトコンテンポラリーチャートで3週間にわたりトップを獲得し、Cash Box Top 100で11位、Billboard Hot 100では12位に達した。
マレーにとって1979年から1980年にかけて、3回連続のカントリーヒットと4回連続のナンバーワンアダルトコンテンポラリーヒットを生み出した最初の曲となった。マレーはこの曲を気に入っていたが、彼女は歌が「カントリーミュージック」だとは考えていなかったが、カントリーチャートで成功した。その後、ビルボードはそれを1979年のカントリーナンバーワンヒットにランク付けした。
マレーは、自身の2007年のアルバム『Duets：Friends＆Legends』にダスティ・スプリングフィールドとのデュエットとしてこの曲を収録した。

### 演奏者
- パット・リッチオ.Jr、ブライアン・ガットー – キーボード
- ジョーン・アンダーソン – ドラムス
- ピーター・カーディナリ – ベース
- アイダン・メイソン、ブライアン・ラッセル、 ボブ・マン – ギター
- ボブ・ルーサー – スティール・ギター
- リック・ウィルキンス & ピーター・カーディナリ – ストリングアレンジメント

### チャート
| 国名           | チャート (1979)                   | 最高 順位 |
| -------------- | --------------------------------- | --------- |
| カナダ         | RPM カントリートラック            | 1         |
| カナダ         | RPM アダルトコンテンポラリー      | 1         |
| カナダ         | RPM トップシングル                | 1         |
| アメリカ合衆国 | US Hot Country Songs (Billboard)  | 1         |
| アメリカ合衆国 | US Adult Contemporary (Billboard) | 1         |
| アメリカ合衆国 | US Billboard Hot 100              | 12        |
| イギリス       | UK Singles Chart                  | 58        |
| アメリカ合衆国 | Cash Box Top 100                  | 11        |

| 国名           | チャート (1979)    | 順位 |
| -------------- | ------------------ | ---- |
| カナダ         | RPM トップシングル | 16   |
| アメリカ合衆国 | Billboard Hot 100  | 72   |
| アメリカ合衆国 | Cash Box           | 85   |